# Aeroportul Baudette
Aeroportul Baudette (IATA: BDE, ICAO: KBDE, FAA LID: BDE) este un aeroport din Comitatul Lake of the Woods, Minnesota, Minnesota, Statele Unite ale Americii ce deservește zona Baudette⁠(d). Aeroportul a fost tranzitat în 2017 de 8 pasageri. A fost numit după zona deservită.
Situat la o altitudine de 331 m, aeroportul dispune de 1 pistă.

## Infrastructură

### Piste
Aeroportul dispune de o singură pistă. Pista 12/30 are suprafața de asfalt și dimensiunile 5.499 picioare × 100 picioare. 